# Geaya pulchra
Geaya pulchra is een hooiwagen uit de familie Sclerosomatidae.